# Zero Emission

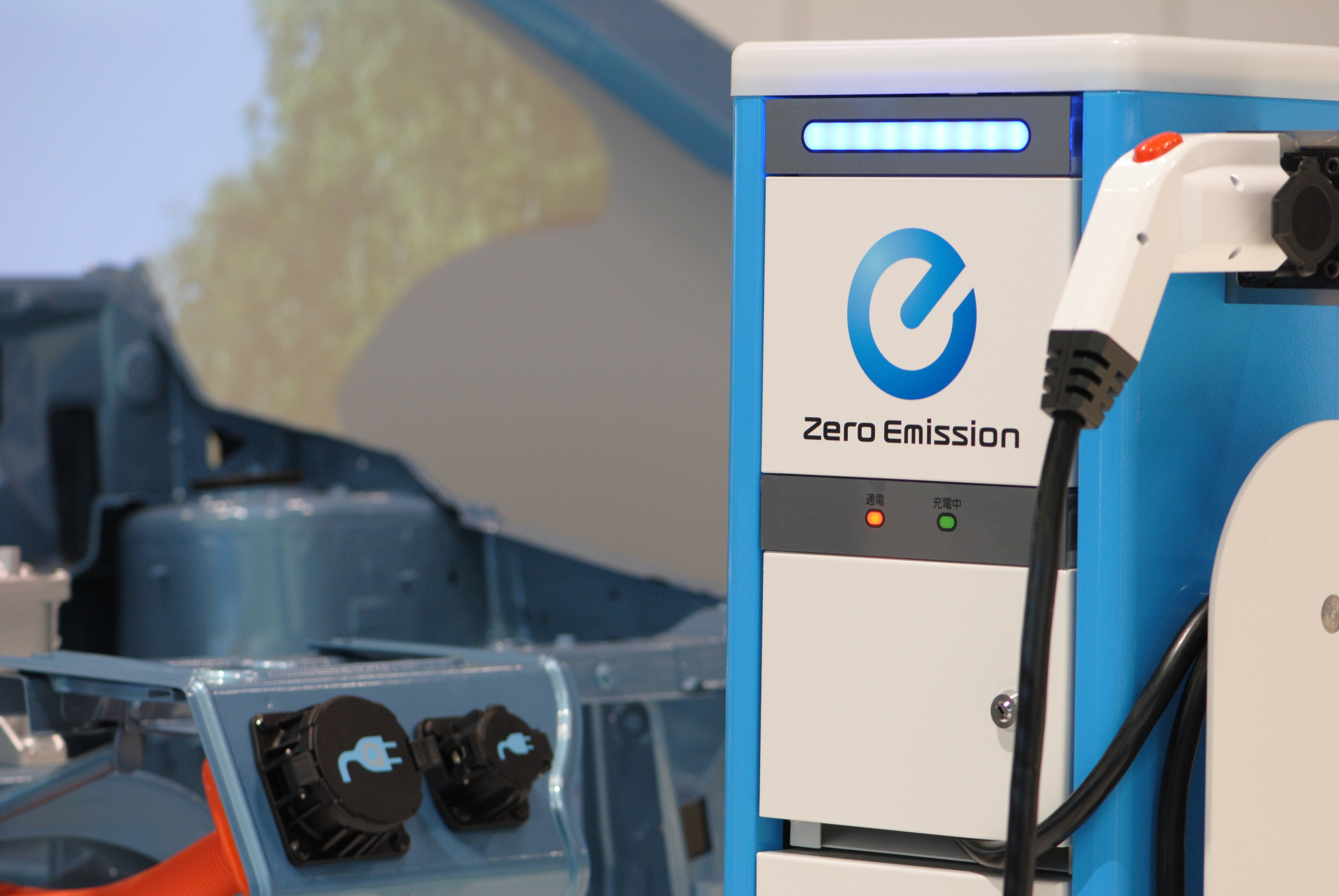
Zero Emission

Zero Emission (in italiano 'Emissioni Zero) è un iter di valutazione e di gestione delle emissioni di gas serra che viene proposto da diversi soggetti che operano consulenza ambientale in coerenza con quanto previsto dalla Norma ISO 14064 (Carbon Footprint di Organizzazione) o con la norma ISO 14067 (Carbon Footprint di Prodotto/Servizio) per la quantificazione e la rendicontazione delle emissioni di Gas ad effetto serra e della loro rimozione.
A questo iter diversi soggetti tecnici presenti sul mercato rilasciano marchi che garantiscono l'azzeramento delle emissioni di gas serra

## ISO 14064-1:un focus
Nel 2006 la norma ISO 14064-1 ha avuto la prima pubblicazione a cui sono seguiti diversi aggiornamenti.
Essa è suddivisa in tre capitoli, tra loro interconnessi:
- UNI ISO 14064-1 "Gas ad effetto serra - Parte 1: Specifiche e guida, al livello dell'organizzazione, per la quantificazione e la rendicontazione delle emissioni di gas ad effetto serra e della loro rimozione".
- UNI ISO 14064-2 "Gas ad effetto serra - Parte 2: Specifiche e guida, al livello di progetto, per la quantificazione, il monitoraggio e la rendicontazione delle emissioni di gas ad effetto serra o dell'aumento della loro rimozione".
- UNI ISO 14064-3 "Gas ad effetto serra - Parte 3: Specifiche e guida per la validazione e la verifica delle asserzioni relative ai gas ad effetto serra".

## I Marchi Zero Emission - Emissioni Zero
I Marchi attestano che l'entità certificata ha posto in atto il totale azzeramento delle emissioni di gas ad effetto serra.
La certificazione Zero Emission - Emissioni Zero prevede un iter procedurale, che termina con l'attribuzione del labeling da parte dello specifico Ente, segue i seguenti passi operativi:
1. Definizione dello scopo: confini di azzeramento e di certificazione
2. Carbon Audit: quantificazione dell'emissione annua di gas serra secondo la Norma
3. Azzeramento dell'emissione di gas serra
4. Controllo della documentazione di azzeramento
5. Richiesta di integrazioni o correzioni alla documentazione
6. Rilascio del label Zero Emission - Emissioni Zero

L'azzeramento delle emissioni di gas serra può essere liberamente effettuato con una o con la combinazione delle seguenti metodologie:
- Attuazione di progetti di efficienza e risparmio energetico;
- Acquisto / produzione di elettricità da fonte rinnovabile;
- Produzione di energia termica da fonte rinnovabile;
- Negoziazione di diritti di emissione di quote di gas serra;
- Attività di riforestazione / confinamento di gas serra.

I principali vantaggi derivanti dall'applicazione degli standard della famiglia ISO 14064 sono:
- aumentare l'integrità ambientale promuovendo la trasparenza e la credibilità nella quantificazione di gas serra, nel loro controllo, rendiconto e verifica;
- permettere alle organizzazioni di valutare e controllare le emissioni di gas a effetto serra, nonché di gestirne i rischi;
- facilitare la quantificazione e la relativa transazione dei permessi o dei crediti di emissione gas a effetto serra;
- sostenere lo sviluppo e l'implementazione di progetti, iniziative e programmi di abbattimento e riduzione dei gas a effetto serra, anche presso soggetti non esplicitamente soggetti alla Normativa (Certificazione Volontaria).